# 表現技法
表現技法（ひょうげんぎほう）は、様々な文章（短歌・小説など）の中に見られる表現上の技術や工夫である。

## 分野別表現技法
- 修辞技法（文章における表現技法）
  - Category:修辞技法
- 音楽における表現技法
  - Category:演奏技法
- 絵画における表現技法
  - Category:美術の技法
  - 遠近法
  - 点描
- デザインにおける表現技法
  - Category:デザイン
  - シンプリフィケーション
  - ピクトグラム
- スポーツにおける表現技法
  - Category:身体技法